# Hologerrhum philippinum
Espèce
Synonymes
- Cyclochorus maculatus Jan & Sordelli, 1870

Statut de conservation UICN

 LC  : Préoccupation mineure
Hologerrhum philippinum est une espèce de serpents de la famille des Natricidae.

## Répartition
Cette espèce est endémique des Philippines. Elle se rencontre sur les îles de Luçon et de Polillo.

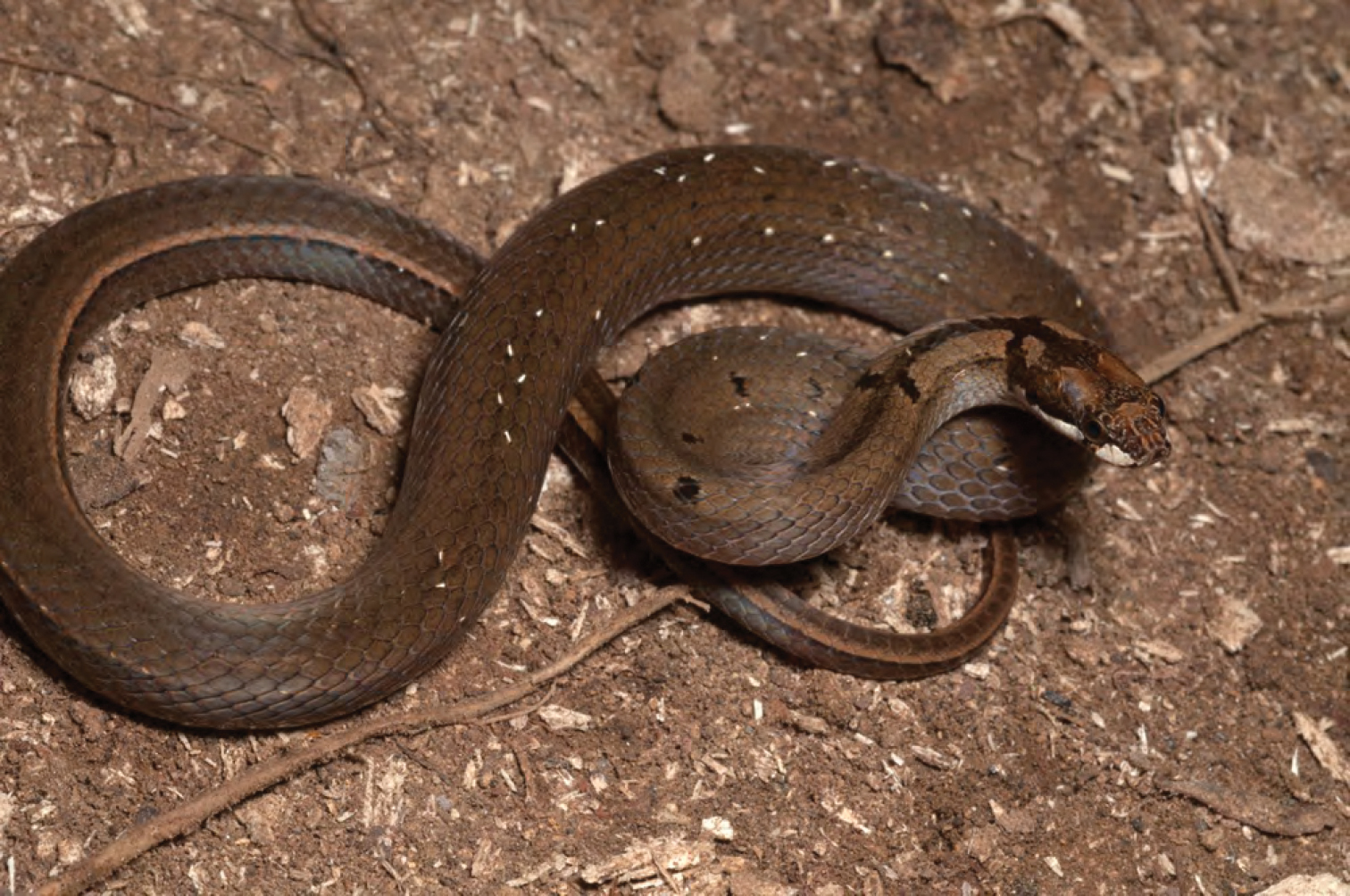
Hologerrhum philippinum du mont Cagua.

## Étymologie
Son nom d'espèce lui a été donné en référence au lieu de sa découverte.

## Publication originale
- Günther, 1858 : Catalogue of Colubrine Snakes in the Collection of the British Museum, London, p. 1-281 (texte intégral).